# Mehmet Ayaz (Fußballspieler, Januar 1982)
Mehmet Ayaz (* 10. Januar 1982 in Yenişehir, Bursa) ist ein türkischer Fußballspieler, der für Göztepe Izmir spielt.

## Karriere
Ayaz begann mit dem Vereinsfußball in der Jugendabteilung von Bursa Yolspor und spielte hier später als Amateurspieler in der regionalen Amateurliga. 2004 wechselte er mit einem Profivertrag ausgestattet zum damaligen Drittligisten Bursa Merinosspor. Hier kam er in seiner ersten Spielzeit eher sporadisch zu Einsätzen und saß überwiegend auf der Ersatzbank. In seiner zweiten Spielzeit gelang ihm mit 11 Saisontoren der Durchbruch. Nach zwei Spielzeiten bei Merinosspor wechselte er innerhalb der Liga zu Yalovaspor. Hier blieb er nur eine Spielzeit und zog zum Zweitligisten Gaziantep Büyükşehir Belediyespor weiter. Bei diesem Verein etablierte er sich schnell als Leistungsträger und spielte zwei Spielzeiten lang.
Zum Sommer 2009 wechselte er zum Zweitligisten Orduspor. Hier stieg er in seiner zweiten Saison mit Orduspor als Play-off-Sieger der TFF 1. Lig in die Süper Lig auf.
Weil zum Sommer 2011 der ausgelaufene Vertrag mit Orduspor nicht verlängert wurde, trennte sich Ayaz von diesem Verein und wechselte zum Istanbuler Zweitligisten Kartalspor. Von diesem Verein trennte er sich bereits in der Winterpause und wechselte innerhalb der Liga zu Kayseri Erciyesspor. Nach eineinhalb Jahre verließ er zum Frühjahr 2013 den Verein und wechselte zum Ligakonkurrenten TKİ Tavşanlı Linyitspor.
Bereits nach einer halben Spielzeit verließ er Linyitspor und heuerte stattdessen beim Drittligisten Göztepe Izmir an.

## Erfolge
- Mit Orduspor:
  - Play-off-Sieger der TFF 1. Lig (1): Bank Asya 1. Lig 2010/11
  - Aufstieg in die Süper Lig (1): 2010/11